# Behram-begova džamija
Atik Behram-begova (Šarena) džamija je najstarija džamija u Tuzli, u Atik mahali.

## Ime
Ime Atik dobila je zbog toga što je najvjerojatnije najstarija tuzlanska džamija. Ime Behram-begova dobila je zato što je nasuprot bila Behram-begova medresa, i što je vjerojatno sam ovaj vakuf dao da ju ona obnovi i održava. Zbog svoje ukrašene unutrašnjosti nazivaju ju i Šarenom džamijom.

## Arhitektura
Sagrađena je na jednom manjem brežuljku prije 1533. godine. Dimenzija je 10 x 10m i dominira okolinom. Prije požara 1871. godine bila je zidana od ćerpiča, s drvenom kupolom. Nakon početka ponovne izgradnje 1888. godine dobila je kupolu od čvrstog materijala, ali je ubrzo zamijenjena krovom od crijepa. U prizemlju je deset željeznih prozora s ukrižanim rešetkama. Unutrašnjost džamije je ukrašena raznim mustrama. Minber je izrađen u arapskom stilu. Minaret je višedjelni. Od podnožja do vrha zida džamije četvrtasta je s uskim krovom s tri strane. Džamija kao i sami harem osigurani su potpornim zidom od kamena s betonskom pločom.
Projekt obnove vodio je Franc Mihanović. Obnova je završena 1895. godine.